# Cinema verità

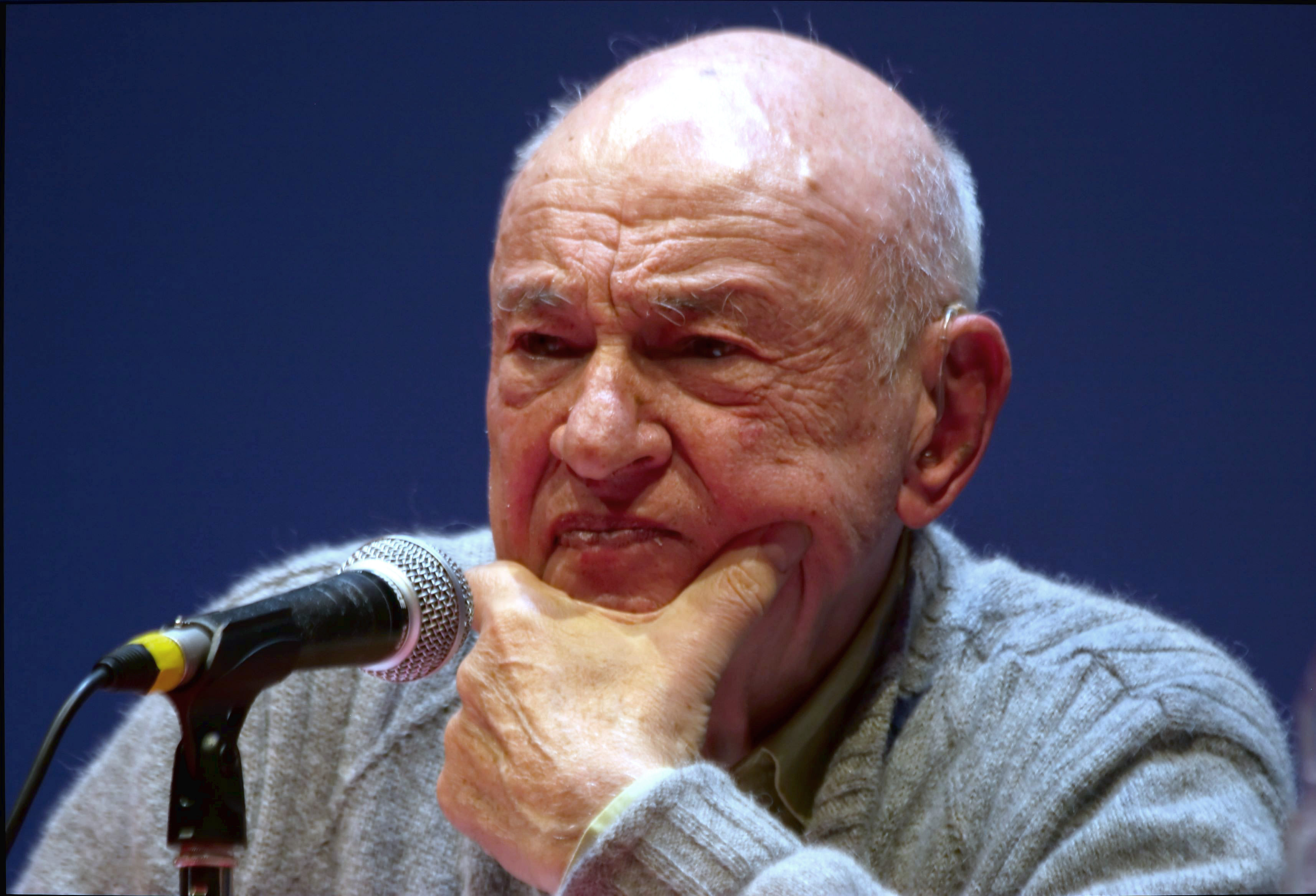
Edgar Morin (2008)

Cinema verità è una locuzione (in francese cinéma vérité) diffusa dal sociologo francese Edgar Morin che, in un suo articolo sul settimanale France-Observateur (gennaio 1960), definiva in questo modo lo stile cinematografico dei film di Dziga Vertov, uno dei principali autori dell'avanguardia sovietica. 
Questa stessa locuzione appariva nella presentazione («Pour un nouveau cinéma vérité») del film di Jean Rouch e dello stesso Morin: Chronique d'un été, proiettato al Festival di Cannes del 1960. 
Morin ebbe così occasione di chiarire cosa intendeva per "cinema verità":

## Il "cinema diretto"
Intervenendo a un convegno a Lione nel marzo 1963 il cineasta italo-francese Mario Ruspoli propose di sostituire la locuzione "cinema verità" con quella di direct cinema ("cinema diretto") e di "cinema della parola" poiché egli sosteneva che i progressi della tecnologia nel campo delle macchine da ripresa (ad esempio la macchina a spalla) permettevano di cogliere in "presa diretta" ed immediata la realtà quando essa si presentasse come evento filmico senza badare, come invece faceva Morin, ad esigenze di tipo narrativo.
Queste teorie si diffusero oltre che in Francia, in Gran Bretagna dove si inserirono nella tradizione documentarista della scuola di Brighton, negli Stati Uniti nell'ambito della "messinscena documentaristica" di Robert J. Flaherty e soprattutto in Canada dove Michel Brault ebbe modo di utilizzare l'agile cinepresa "Coutant-Mathot-Éclair KMT" di circa sei chili con annesso un magnetofono per la presa diretta del suono. Egli è stato indicato come «il vero iniziatore di questa nuova disciplina» dell'«arte della camminata per seguire da vicino una persona con un obiettivo grandangolare, che tutti gli operatori del cinema diretto hanno dovuto imparare». Da lui si sviluppò la "équipe française", un gruppo di cineasti che fece di questo nuovo modo di ripresa l'occasione per un cinema rivendicante l'autonomia culturale e sociale del Québec francofono.

## Cinema verità come cinema militante
Scrive Gianni Rondolino sull'efficacia politica del documentarista Chris Marker:
Si avanzano teorie del "cineocchio" e della "camera partecipante" e si diffonde, specie negli Stati Uniti, il giornalismo cinematografico di Richard Leacock che sostiene l'uso della "living camera", la macchina da ripresa che filma senza interruzioni la vita dei personaggi narrati.
Particolare sviluppo ebbe il cinema verità nell'ambito del Sessantotto francese con le produzioni di critica politica sulla Palestina e il Vietnam, nel film etnografico e nel Cinema Nôvo brasiliano e della Nouvelle Vague francese, dove Godard con Moi, un blanc si ispirava all'opera di Rouch.
Un atteggiamento di rifiuto ebbe invece il neorealismo italiano con Rossellini e Antonioni mentre la poetica filmica di Cesare Zavattini era «rivolta a una totale identificazione tra realtà fenomenica e sua rappresentazione cinematografica, in direzione di quella identità fra 'produzione' e 'riproduzione' che sarà la caratteristica fondamentale del cinéma vérité, come si andrà affermando nei primi anni Sessanta».